# Da.Me.Records
Da.Me.Records（ダメレコーズ）は、かつて存在していた2004年設立のヒップホップ系インディーズ音楽レーベルである。通称ダメレコ、DMR。

## 略歴
首班のダースレイダーをはじめ、（当時）SMRYTRPSのMETEOR、環ROYの3人を中心に2004年3月に設立された。「日常にもっと音楽を」がレーベルのテーマであり、CDアルバムを手頃な1000円で発売しているのが大きな特徴である。2005年から2007年にかけて毎月1枚のペースでリリース。
クラブで日本語ラップがプレイされにくい現状を憂い、日本語ラップオンリーイベント「蝕」を自ら主催。東京、大阪、神戸、名古屋、等の都市で開催された。2006年からは「月刊ラップ」シリーズを毎月発売している。当初は月刊誌に見立てた毎月発売のCDシリーズだったが、ヒップホップ専門誌「blast」の休刊を受けて、2007年6月号から本格的な雑誌形式へと移行。
2010年6月にダースレイダーが脳梗塞で倒れ、復帰後にリリースされた「MR.炭酸 & INDARA / SUPER LONG VACATION」がレーベルとしては最後のリリースとなり、以降ダースレイダーの個人事務所的な形態に移行。2013年4月末より、MC漢に乞われる形で鎖グループ傘下のレーベルBLACK SWANの代表兼所属MCに就任。
詳細は「漢 (ミュージシャン)#鎖グループ」を参照

## 主な活動
- フリースタイルバトルをはじめ、数多くのイベントを運営し東京アンダーグラウンドシーンの一翼を担っていた。
- また地方アーティストのフックアップにも力を入れており、国産ヒップホップシーンにおいて異端的な展開を繰り広げていた。

## 関連アーティスト
- ダースレイダー
- METEOR
- 環ROY
- KEN THE 390
- TARO SOUL
- COMA-CHI
- INDARA（ola u-tang）
- CUTE（ola u-tang）
- ガスケン
- EIONE NOYA
- はなび
- カルデラビスタ
- コマメ（grand slam）
- DJ PAN2（ola u-tang）
- チャカパーン
- 神門
- lion's rock
- High Switch a.k.a.HIRO
- DJ KOPERO